# Профайлер вітру

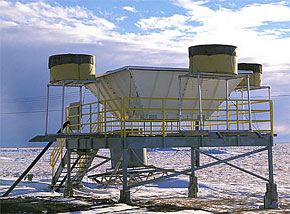
Радарний профайлер вітру

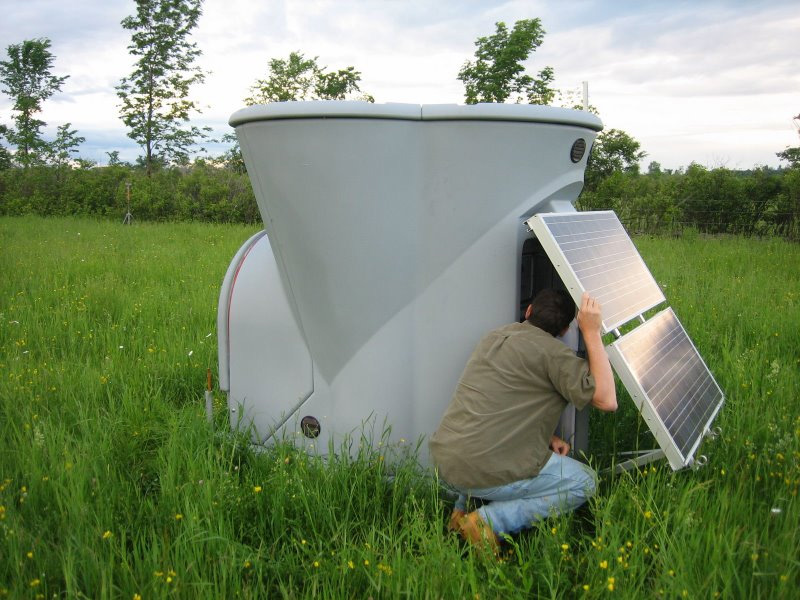
Содарний профайлер вітру TRITON

Профайлер вітру — метеорологічний інструмент, що використовується для визначення профілю вітру на різних висотах над поверхнею землі, тобто його напрямку і швидкості. Зараз використовуються два типи таких установок — содарні та радарні. Показання приладів зазвичай отримують на всій товщі тропосфери, тобто до висоти 8-17 км, на більших висотах сучасні прилади неефективні. Отримані дані використовуються для метеорологічних досліджень, прогнозування погоди та авіаційного контролю.
| Погода | Це незавершена стаття з метеорології. Ви можете допомогти проєкту, виправивши або дописавши її. |